# Shoulder Holster
Shoulder Holster è un brano musicale del gruppo britannico Morcheeba, estratto nel 1997 come primo singolo del loro secondo album Big Calm.

## Tracce
1. Shoulder Holster - 4:04

- Japanese bonus track

1. Shoulder Holster (Radio Mix) – 4:14
2. Shoulder Holster (Diabolical Brothers Mix) - 5:56

## Charts
| Classifica (1997) | Posizione più alta |
| ----------------- | ------------------ |
| Regno Unito       | 53                 |